# Rhipidia (Rhipidia) femorasetosa femorasetosa
Rhipidia (Rhipidia) femorasetosa femorasetosa is een ondersoort van de tweevleugelige Rhipidia (Rhipidia) femorasetosa uit de familie steltmuggen (Limoniidae). De ondersoort komt voor in het Afrotropisch gebied.